# 李小龍銅像 (洛杉磯)
洛杉磯的李小龍銅像是為紀念已故的華裔武術家李小龍而建立的銅像，高7.6英尺，於2013年6月15日揭幕，位在美國洛杉磯唐人街。該雕像亦是美國首座李小龍紀念雕像。

## 歷史
這座李小龍銅像由美籍華人收藏家陈灿培出資捐造，得到了李小龍之女、李小龍基金會董事長李香凝的許可。
2013年6月15日，該座銅像於洛杉磯唐人街75周年慶之際揭幕，李香凝和聯邦眾議員貝塞拉等人出席了揭幕儀式。2018年9月28日，完成地基修建的該座銅像於洛杉磯唐人街80周年慶之際揭幕，李香凝和加州參議院議員梁家訓等人出席了揭幕儀式。
該座銅像已成為當地李小龍粉絲的朝聖之處，不少人前來參訪並且與之合影。